# Grand Prix Kanady 1973
Grand Prix Kanady 1973 (oryg. Labatt's Canadian Grand Prix) – 14. runda Mistrzostw Świata Formuły 1 w sezonie 1973, która odbyła się 23 września 1973, po raz piąty na torze Mosport International Raceway.
13. Grand Prix Kanady, siódme zaliczane do Mistrzostw Świata Formuły 1.

## Klasyfikacja
| Legenda oznaczeń w tabelach wyników Wyświetl szablon na nowej stronie | Legenda oznaczeń w tabelach wyników Wyświetl szablon na nowej stronie                                                                     |
| Oznaczenie                                                            | Wyjaśnienie |
| --------------------------------------------------------------------- | --- |
| Złoty                                                                 | Zwycięzca lub mistrzostwo |
| Srebrny                                                               | 2. miejsce lub wicemistrzostwo |
| Brązowy                                                               | 3. miejsce lub II wicemistrzostwo |
| Zielony                                                               | Ukończył, punktował (w klasyfikacji generalnej, gdy zdobył co najmniej jeden punkt na przestrzeni sezonu, poza trzema powyższymi opcjami) |
| Niebieski                                                             | Ukończył, nie punktował (w klasyfikacji generalnej, gdy nie zdobył co najmniej jednego punktu na przestrzeni sezonu)                      |
| Czerwony                                                              | Nie zakwalifikował się (NZ) |
| Czerwony                                                              | Nie prekwalifikował się (NPK) |
| Różowy                                                                | Nie ukończył (NU) |
| Różowy                                                                | Niesklasyfikowany (NS) (w klasyfikacji generalnej, gdy nie został sklasyfikowany w żadnym wyścigu sezonu)                                 |
| Czarny                                                                | Zdyskwalifikowany (DK) |
| Czarny                                                                | Wykluczony (WYK/EX) |
| Biały                                                                 | Nie wystartował (NW) |
| Biały                                                                 | Kontuzjowany (K/INJ) |
| Biały                                                                 | Wyścig odwołany (OD/C) |
| Bez koloru                                                            | Został wycofany (WYC/WD) |
| Bez koloru                                                            | Nie przybył (NP/DNA) |
| Bez koloru                                                            | Nie brał udziału w treningach (NT/DNP) |
| Bez koloru                                                            | Nie został zgłoszony (–) |
| Pogrubienie                                                           | Start z pole position |
| Kursywa                                                               | Najszybsze okrążenie wyścigu |
| †                                                                     | Nie ukończył, ale jego rezultat został zaliczony ze względu na przejechanie więcej niż 90% dystansu wyścigu.                              |
| *                                                                     | Sezon w trakcie |
| 1/2/3                                                                 | Punktowana pozycja w sprincie kwalifikacyjnym                                                                                             |
| Lista systemów punktacji Formuły 1                                    | |

| Pos | No | Kierowca             | Konstruktor       | Okrążeń | Czas/powód NU      | Poz. Start. | Punktów |
| --- | -- | -------------------- | ----------------- | ------- | ------------------ | ----------- | ------- |
| 1   | 8  | Peter Revson         | McLaren-Ford      | 80      | 59:04.0            | 2           | 9       |
| 2   | 1  | Emerson Fittipaldi   | Lotus-Ford        | 80      | 1:32.734           | 5           | 6       |
| 3   | 17 | Jackie Oliver        | Shadow-Ford       | 80      | 34.505             | 14          | 4       |
| 4   | 20 | Jean-Pierre Beltoise | BRM               | 80      | 36.514             | 16          | 3       |
| 5   | 5  | Jackie Stewart       | Tyrrell-Ford      | 79      | + 1 okrążenie      | 9           | 2       |
| 6   | 25 | Howden Ganley        | Iso Marlboro-Ford | 79      | + 1 okrążenie      | 22          | 1       |
| 7   | 27 | James Hunt           | March-Ford        | 78      | + 2 Okrążeń        | 15          |         |
| 8   | 10 | Carlos Reutemann     | Brabham-Ford      | 78      | + 2 Okrążeń        | 4           |         |
| 9   | 23 | Mike Hailwood        | Surtees-Ford      | 78      | + 2 Okrążeń        | 12          |         |
| 10  | 29 | Chris Amon           | Tyrrell-Ford      | 77      | + 3 Okrążeń        | 11          |         |
| 11  | 11 | Wilson Fittipaldi    | Brabham-Ford      | 77      | + 3 Okrążeń        | 10          |         |
| 12  | 9  | Rolf Stommelen       | Brabham-Ford      | 76      | + 4 Okrążeń        | 18          |         |
| 13  | 7  | Denny Hulme          | McLaren-Ford      | 75      | + 5 Okrążeń        | 7           |         |
| 14  | 26 | Tim Schenken         | Iso Marlboro-Ford | 75      | + 5 Okrążeń        | 24          |         |
| 15  | 4  | Arturo Merzario      | Ferrari           | 75      | + 5 Okrążeń        | 20          |         |
| 16  | 12 | Graham Hill          | Shadow-Ford       | 73      | + 7 Okrążeń        | 17          |         |
| 17  | 16 | George Follmer       | Shadow-Ford       | 73      | + 7 Okrążeń        | 13          |         |
| 18  | 24 | Carlos Pace          | Surtees-Ford      | 72      | + 8 Okrążeń        | 19          |         |
| NS  | 18 | Jean-Pierre Jarier   | March-Ford        | 71      | Nie sklasyfikowany | 23          |         |
| NS  | 28 | Rikky von Opel       | Ensign-Ford       | 68      | Nie sklasyfikowany | 26          |         |
| NU  | 21 | Niki Lauda           | BRM               | 62      | Przen. napędu      | 8           |         |
| NU  | 0  | Jody Scheckter       | McLaren-Ford      | 32      | Wypadek            | 3           |         |
| NU  | 6  | François Cevert      | Tyrrell-Ford      | 32      | Wypadek            | 6           |         |
| NU  | 15 | Mike Beuttler        | March-Ford        | 20      | Silnik             | 21          |         |
| NU  | 2  | Ronnie Peterson      | Lotus-Ford        | 16      | Zawieszenie        | 1           |         |
| NU  | 19 | Peter Gethin         | BRM               | 5       | Pompa oleju        | 25          |         |